# Alexandriai könyvtár

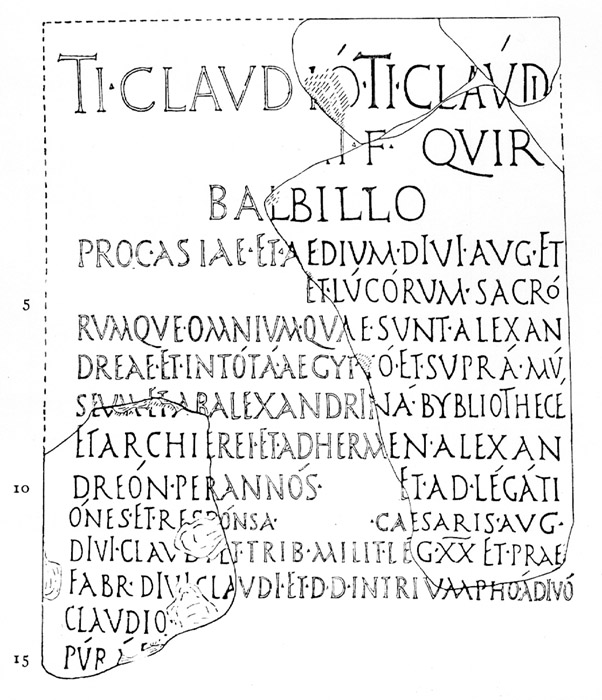
A római Tiberius Claudius Balbilusnak tulajdonított felirat (Kr. u. 56), amely igazolja, hogy az alexandriai könyvtár még a Krisztus utáni első században is működött

Az alexandriai könyvtár vagy Muszeion („a múzsák csarnoka”) volt az ókori világ legnagyobb könyvtára. Az i. e. 3. században hozták létre az egyiptomi Alexandria városában, hogy az addig többnyire a különböző templomokban és kisebb könyvtárakban őrzött tekercseket egy helyen gyűjtsék össze. A könyvtár feladata eredeti rendeltetése, a könyvek gyűjtése mellett a Muszeionban tevékenykedő tudósok munkájának elősegítése volt. A könyvtárban nemcsak gyűjtötték a könyveket, hanem az írnokok másolatokat is készítettek róluk.
I. Ptolemaiosz fáraó alapította, aki fontos feladatának tekintette, hogy a tudósoknak otthont adjon, és kutatásaikat, tanulmányaikat is elősegítse. A könyvtár összeállításához a volt arisztotelészi tanítvány, Phaléroni Démétriosz tanácsait követte, akit azonban II. Ptolemaiosz, I. Ptolemaiosz fia apja halála után elküldött. Ennek ellenére a könyvtárnak II. Ptolemaiosz is óriási figyelmet szentelt.
A könyvtár az idők során egyre nagyobb lett. Növekedése III. Ptolemaiosz uralkodásának idején volt a legjelentősebb. Az ő nevéhez fűződik az a rendelet is, miszerint minden beérkező hajót át kellett kutatni és minden ott talált könyvről másolatot kellett készíteni a könyvtár számára. Ezeket a kópiákat a többi könyvtől elkülönítve tárolták. Ugyancsak III. Ptolemaioszhoz fűződik Aiszkhülosz, Szophoklész, Euripidész eredeti műveinek beszerzése is. Azok eredeti tekercseit – óvadék ellenében – azzal az indokkal kérte el Athéntól, hogy másolatokat készítsen róluk, azonban később mégis úgy döntött, hogy megtartja az eredetit és a másolatokat küldi vissza.

## A könyvtár állománya
A könyvtárban főként görög nyelvű tekercseket őriztek. Más népek vallásos szövegei, meséi is megtalálhatóak voltak, de rendszerint ezeket is lefordították görögre. Valószínűleg ennek a szokásnak köszönhető az első görög nyelvű Ószövetség fordítás is, a Septuaginta.
A könyvtár „katalógusát” Kallimakhosz, aki egyébként ismert költő volt, jegyezte fel. A katalógus szerint 400 000 olyan tekercs volt, amelyen több azonos, vagy különböző szerzőtől származó mű szerepelt, és 90 000 olyan tekercs, amely kizárólag egy művet tartalmazott. Ezeken a könyveken (tekercseken) kívül, még 42 000-et tartottak számon, a Szerapeumban. Marcus Antonius Kleopátrával való esküvője alkalmából, 200 000 pergament ajándékozott a Könyvtárnak. Ezek a könyvek a pergamoni könyvtárból származtak.

## Könyvtárosok
Az első ismert könyvtáros, aki az alexandriai könyvtárban működött, phaléroni Démétriosz volt, aki Kr. e. 290 és 282 között a könyvtár eredeti elrendezésében segédkezett. Őt követte epheszoszi Zenodotus, aki I. Ptolemaiosz uralkodásának utolsó éveiben került a könyvtár élére, és egészen Kr. e. 260-ig állt annak szolgálatában. Utóda a legismertebb könyvtáros kürénei Kallimakhosz volt.
Kallimakhosz állította össze a százhúsz kötetből álló Pinakest, azaz a könyvtár részletes katalógusát. A katalógus a műveket különböző osztályokba sorolta, ezek: történelem, jog, orvoslás, filozófia, lírikus költészet, tragédiák, imák és vegyes írások voltak. A Pinakes több mint ezer tekercsből állt, és a részletes katalógus mellett tartalmazta az egyes szerzők életrajzi adatait, s műveiknek hosszát is.
Kallimakhoszt az „Argonautika” szerzője, Apollóniosz Rhodiosz követte. Utána Kr. e. 230-ban következett a kürénei Eratoszthenész, aki összeállította a Tetagmenosz epi teisz Megaleisz Bibliothekeiszt, azaz „A nagy könyvespolcok szerkezetét”. Eratoszthenészt követte bizánci Arisztophanész, aki naprakészre frissítette a Pinakest. Őt egy Apollóniusz nevű könyvtáros követte. Az utolsó ismert könyvtáros, a könyvtár aranykorából, Kr. e. 180-ban tevékenykedő csillagász és grammatikus, szamothrakei Arisztarkhosz volt. Utána hosszú ideig nem maradt feljegyzés a nevükről egészen ciprusi Oneszanderig, aki az utolsó ismert könyvtáros volt a ptolemaioszi időkből.
Miután Egyiptom római uralom alá került, csak kevés könyvtáros neve maradt fenn az utókornak. Ezek egyike alexandriai Khairémón, aki körülbelül Kr. u. 50 és 70 között tevékenykedett. A következő ismert név Dionüszosz, Glaucus fia aki 100 és 120 között állt a könyvtár élén. Dionüszosz közvetlen utódja Caius Iulius Vasinus volt, aki 120 és 130 között vezette a könyvtárat. További fennmaradt nevek: a harmadik évszázad végén tevékenykedő Diophantosz, és a negyedik évszázadban tevékenykedő Theón.
| KÖNYVTÁROS                 | MIKORTÓL               | MEDDIG                 |
| -------------------------- | ---------------------- | ---------------------- |
| Phaléroni Démétriosz       | Kr. e. 297             | Kr. e. 282             |
| Epheszoszi Zenodótusz      | Kr. e. 282             | Kr. e. 260             |
| Kürénéi Kallimakhosz       | Kr. e. 260             | Kr. e. 240             |
| Rodoszi Apollóniusz        | Kr. e. 240             | Kr. e. 230             |
| Eratoszthenész Pentatlosz  | Kr. e. 230             | Kr. e. 195             |
| Bizánci Arisztophanész     | Kr. e. 195             | Kr. e. 180             |
| Apollóniusz                | Kr. e. 180             | Kr. e. 160             |
| Szamothrakei Arisztarkhosz | Kr. e. 160             | Kr. e. 131             |
| Ciprusi Oneszander         | Kr. e. ?               | Kr. e. ?               |
| Alexandriai Khairémón      | Kr. u. 50              | Kr. u. 70              |
| Glaucus fia Dionüszosz     | Kr. u. 100             | Kr. u. 120             |
| Caius Iulius Vasinus       | Kr. u. 120             | Kr. u. 130             |
| Alexandriai Diophantosz    | 3. század              | 3. század              |
| Alexandriai Theón          | 3. század második fele | 3. század második fele |

## A könyvtár megsemmisülése
Az Alexandriai könyvtár először Kr. e. 48–47-ben, az alexandriai háború idején égett le. Az elkövetkező években, a folyamatos római támadások következtében – 262-ben Mussius Aemilianus lázadása, majd 272-ben Aurelianus alatt, és végül 296–97-ben, Diocletianus ostroma alatt – többször is megsérült. 
Korábbi nézetek szerint a végső pusztulás 640–642 között következett be, amikor Amr ibn al-Ász seregei elfoglalták Egyiptomot. Ekkor I. Omár kalifa parancsára, azzal az indokkal, hogy „ha a könyvek azt tartalmazzák, mint a Korán, feleslegesek, ha nem, akkor veszélyesek”, elégették a könyveket. Tény, hogy a könyvtár elpusztult, de a mai történészek jelentős része szerint ez a történet hamis. Mintegy öt évszázaddal később keletkezett, és az arabok barbárságát és tudományellenességét példázta volna a keresztény gyűlölködésből kiindulva. Amr ibn al-Ász hódításai idejében a könyvtár nagy valószínűséggel már nem létezett.